# András Paróczai
Dans le nom hongrois Paróczai András, le nom de famille précède le prénom, mais cet article utilise l’ordre habituel en français András Paróczai, où le prénom précède le nom.
András Paróczai ([ˈɒndɾaːʃ], [ˈpɒɾoːtsɒi]), né le 11 mai 1956 à Jászladány, est un athlète hongrois, spécialiste du 800 mètres.

## Biographie

### Palmarès
| Date | Compétition                    | Lieu         | Résultat | Performance   |
| ---- | ------------------------------ | ------------ | -------- | ------------- |
| 1979 | Championnats d'Europe en salle | Vienne       | 3e       | 1 min 48 s 2  |
| 1980 | Championnats d'Europe en salle | Sindelfingen | 2e       | 1 min 50 s 3  |
| 1981 | Championnats d'Europe en salle | Grenoble     | 2e       | 1 min 47 s 73 |

### Records
| Épreuve    | Performance   | Lieu | Date         |
| ---------- | ------------- | ---- | ------------ |
| 800 mètres | 1 min 45 s 91 | Oslo | 26 juin 1981 |